# 1841 en Italie
Chronologie de l'Italie
- 1837
- 1838
- 1839
- 1840
- 1841
- 1842
- 1843
- 1844
- 1845

## Culture
- 11 février : Adelia, opéra en trois actes, musique de Gaetano Donizetti, livret de Felice Romani et Girolamo Maria Marini, est créé au Teatro Apollo de Rome.

## Naissance en 1841
- 8 juillet : Vincenzo Ragusa, sculpteur, ayant joué un rôle important dans le développement de la sculpture moderne japonaise. († 13 mars 1927)

## Décès en 1841
- 5 septembre : Achille Pinelli, 32 ans, peintre, spécialisé dans les vues de bâtiments et la peinture de genre à l'aquarelle. (° 1809)